# Elyana
Elyana   (Shah Alam, 5 de juliol de 1987) nom artístic d'Erneelya Elyana binti Emrizal és una cantant i actriu de Malàisia. Va començar la seva carrera al món de l'entreteniment quan tenia 14 anys. Al llarg de la seva carrera musical, Elyana ha publicat 4 àlbums d'estudi, 2 àlbums recopilatoris i ha gravat més de 40 cançons. és una cantant i actriu de Malàisia. Al començament de la seva aparició, Elyana va interpretar cançons amb ritmes pop, balades i matisos R&B, i després va canviar al pop rock.

## Discografia

### Àlbums d'estudi
- Satu (2002)
- Segalanya (2003)
- Bicara Mata Ini (2005)
- Jadi Diriku (2007)

### Àlbum recopilatori
- Terbaik... Elyana (2012)